# 阿雷亚什 (巴塞卢什)
阿雷亚什是葡萄牙布拉加区的一个堂区。总面积2.76平方公里，总人口1092人，人口密度395.7人/平方公里。